# محوطه و تپه سرگاه (۱)
محوطه و تپه سرگاه (۱) مربوط به دوران‌های تاریخی پس از اسلام است و در شهرستان مهر، بخش گله دار، روستای سرگاه واقع شده و این اثر در تاریخ ۱۱ شهریور ۱۳۸۲ با شمارهٔ ثبت ۹۸۱۶ به‌عنوان یکی از آثار ملی ایران به ثبت رسیده است.